# 에슈레프 아파크
에슈레프 아파크(튀르키예어: Eşref Apak, 1982년 1월 3일~)는 튀르키예의 육상 선수로 주 종목은 해머던지기이다. 올림픽에 5회, 세계 선수권 대회에 5회 참가했으며 2004년 하계 올림픽에서 4위를 했으나 금메달리스트 언누시 어드리안의 도핑 적발로 2위로 성적이 상승했다.

## 개인사
튀르키예 여자 달리기 선수인 세마 아이데미르와 결혼했으며 아들 알리를 두었다.